# Anthony Knapp
Pour les articles homonymes, voir Knapp.
Anthony Knapp, né le 13 octobre 1936 à Newstead (en) dans le Nottinghamshire, et mort le 22 mars 2023 à Jørpeland, est un footballeur anglais ayant évolué au poste de défenseur dans les championnats anglais durant les années 1960, et devenu entraîneur à l'issue de sa carrière. Il a dirigé de nombreux clubs, surtout dans les pays nordiques, ainsi que la sélection islandaise dont il est, avec 40 matchs, l'un des sélectionneurs avec le plus de rencontres effectuées sur le banc.

## Biographie
Il est formé au sein du club de Nottingham Forest avant de passer professionnel, en 1955 avec Leicester City où il évolue jusqu'en 1961. Il passe ensuite par Southampton, Coventry City, le club de NASL des Wolves de Los Angeles, Tranmere Rovers et enfin Poole Town où sa dernière saison de joueur est également sa première en tant qu'entraîneur. 
En 1974, il arrive en Islande pour prendre en main le KR Reykjavik ainsi que l'équipe nationale. Si le mandat avec le club de la capitale ne dure qu'une saison, il va rester trois ans sur le banc de la sélection, échouant à la qualifier pour l'Euro 1976. Il dirige ensuite les formations du Viking FK puis de Fredrikstad FK en Norvège, réussissant le doublé avec le Viking en 1979.
Il effectue un deuxième mandat avec la sélection islandaise entre 1984 et 1985 puis repart en Norvège entraîner des clubs : le SK Brann, le SK Vidar, le SK Djerv 1919, Sandnes Ulf, Staal Jørpeland IL, Stavanger IF et Hundvåg FK. En 2007, il dirige l'équipe norvégienne de Lillesand IL avant d'effectuer un dernier passage par Staal Jørpeland. Il se retire définitivement du monde du football en 2011.

## Palmarès

### En tant que joueur
- Champion d'Angleterre de D2 en 1957 avec Leicester City
- Finaliste de la FA Cup en 1961 avec Leicester City

### En tant qu'entraîneur
- Champion de Norvège en 1979 avec le Viking FK
- Vainqueur de la Coupe de Norvège en 1979 avec le Viking FK
- Finaliste de la Coupe de Norvège en 1987 avec le SK Brann